# Vaux-sur-Morges
Pour les articles homonymes, voir Vaux.
Vaux-sur-Morges est une commune suisse du canton de Vaud, située dans le district de Morges.